# Nicolás Olivera (Fußballspieler, 1993)
Nicolás Olivera, vollständiger Name Luis Nicolás Olivera Moreira, (* 17. Februar 1993 in Melo oder Montevideo) ist ein uruguayischer Fußballspieler.

## Karriere
Der 1,93 Meter große Defensivakteur Olivera spielte im Jugendfußball 2008 in der Sexta División für Nacional Montevideo. Anschließend durchlief er die diversen Jugendmannschaften über die U-16 (2009), die Quinta División (2010) und die Cuarta División (2011 bis 2012). Ab 2011 gehörte er jedoch auch bereits der Reserve in der Tercera División an, für die er bis Mitte 2014 spielte. Im Juli 2014 wechselte er auf Leihbasis zum Erstligaaufsteiger Rampla Juniors. In der Apertura 2014 kam er jedoch bei den Montevideanern zu keinem Erstligaeinsatz. Zum Jahresanfang 2015 kehrte er zur Reserve Nacionals zurück und spielte dort bis zu seinem erneuten Wechsel im Juli 2015. Zu diesem Zeitpunkt verpflichtete ihn ebenfalls im Rahmen eines Leihgeschäfts der aus der Segunda División aufgestiegene Klub Villa Teresa. Sein Debüt in der Primera División feierte er am 21. November 2015 bei der 0:1-Auswärtsniederlage im Spiel gegen den Club Atlético Rentistas, als er von Trainer Vito Beato in die Startelf beordert wurde. In der Saison 2015/16 bestritt er zehn Begegnungen (ein Tor) in der höchsten uruguayischen Spielklasse. Sein Klub stieg am Saisonende ab. Mitte August 2016 wechselte er zu Estudiantes de San Luis. Bislang (Stand: 16. Juli 2017) kam er bei den Argentiniern 16-mal (ein Tor) in der Liga zum Einsatz.